# Cuirindicho
Cuirindicho är en ort i Mexiko.   Den ligger i kommunen Salvador Escalante och delstaten Michoacán de Ocampo, i den södra delen av landet, 260 km väster om huvudstaden Mexico City. Cuirindicho ligger 2 232 meter över havet och antalet invånare är 147.
Terrängen runt Cuirindicho är huvudsakligen kuperad, men åt sydväst är den platt. Cuirindicho ligger nere i en dal. Runt Cuirindicho är det ganska tätbefolkat, med 78 invånare per kvadratkilometer. Närmaste större samhälle är Pátzcuaro, 11,9 km norr om Cuirindicho. I omgivningarna runt Cuirindicho växer huvudsakligen savannskog.